# Oi (digramme)
Cette page contient des caractères spéciaux ou non latins. S’ils s’affichent mal (▯, ?, etc.), consultez la page d’aide Unicode.
Pour les articles homonymes, voir OI.
Oi (minuscule oi) est un digramme de l'alphabet latin composé d'un O et d'un I.

## Linguistique
- En français, le digramme « oi » représente le son [wa], sauf au Québec où il se prononce souvent /wɛ/.
- Il est utilisé en anglais pour représenter le son [oɪ̯].
- En piémontais, il représente [ui̯].

## Représentation informatique
À la différence d'autres digrammes, il n'existe aucun encodage du Oi sous la forme d'un seul signe. Il est toujours réalisé en accolant les lettres O et I.